# Cycas furfuracea
Cycas furfuracea là một loài thực vật hạt trần trong họ Cycadaceae. Loài này được W.Fitzg. mô tả khoa học đầu tiên năm 1918.